# Скипитис, Раполас
Раполас Скипитис (лит. Rapolas Skipitis; 31 января 1887, Баукай — 23 февраля 1976, Чикаго, Иллинойс, США) — литовский юрист и политик. В 1920—1922 годах он был министром внутренних дел Литвы, а затем депутатом литовского Сейма второго и третьего созывов. После государственного переворота 1926 года Скипитис возглавлял Союз стрелков Литвы (в 1927—1928 годах), Общество поддержки литовцев за рубежом (1932—1940) и ряд других литовских организаций. Он также был редактором в нескольких газетах, в том числе в «Ūkininko balsas» (1925—1928), «Trimitas» (1927—1928), «Namų savininkas» и «Pasaulio lietuvis» (1937—1940). В начале Второй мировой войны он отбыл в Германию и присоединился к Литовскому фронту активистов. Ему было зарезервировано место министра иностранных дел во Временном правительстве Литвы. После войны он поселился в Чикаго, где активно участвовал в культурной жизни американских литовцев.

## Биография

### Образование и Первая мировая война
Раполас Скипитис родился в 1887 году в крестьянской семье. Родители решили дать ему образование, надеясь, что он станет священником. Скипитис окончил Палангскую прогимназию в 1904 году и Шавельскую гимназию в 1909 году. В Паланге он познакомился со священником Юлийонасом Ясенскисом, который приобщил его к запрещённой литовскоязычной прессе. Ещё будучи гимназистом, Скипитис участвовал в общественно-политической жизни, в том числе и в протестах во время русской революции 1905 года и в различных студенческих мероприятиях. Он организовал помощь политзаключенным путём подделки российских паспортов. За эти действия Скипитис был арестован на несколько дней в 1908 году. Он продолжил своё образование в Московском университете, где изучал медицину (1909—1910) и право (1910—1916). Тогда же Скипитис присоединился к «Аушрининкаю» (социалистической студенческой организации), в её журнале «Aušrinė» публиковались его статьи. В 1911—1915 годах он возглавлял Литовское студенческое общество в Москве.
В марте 1917 года он стал одним из основателей Демократической национальной лиги свободы (известной просто как Сантара), умеренной либеральной партии, и был её секретарем и редактором партийной газеты «Сантара». Скипитис был избран в Совет литовской нации, а затем в Высший литовский совет в России. В январе 1918 года вместе с Аугустинасом Вольдемарасом он был направлен в качестве литовского представителя в Украинскую Народную Республику в Киев. Это было опасное путешествие, поскольку путь лежал через советско-украинский фронт, а миссия оказалась короткой, так как Красная Армия заняла Киев в феврале 1918 года. Скипитис вернулся в Воронеж, где узнал, что многие члены Высшего литовского совета были арестованы. Он подкупил русского чиновника за разрешение вернуться в Литву.

### Политическая карьера
Скипитис вернулся в Литву в мае 1918 года и работал преподавателем в Шяуляе. Но к концу года он получил должность судьи в формирующейся тогда литовской судебной системе, сначала в Шяуляе, а когда город был занят Красной Армией в ходе Советско-литовской войны, в Каунасе. С 6 марта 1919 года до назначения министром внутренних дел в июне 1920 года он работал прокурором. Однажды, когда из-за финансовых трудностей литовское правительство не выплачивало зарплату судебным служащим, Скипитис лично взял взаймы 12 000 немецких марок для выплаты жалованья. Он принимал активное участие в организации Союза стрелков Литвы, который направил его в Шяуляй в ноябре 1919 года для формирования партизанского штаба для борьбы с Западной добровольческой армией (бермондтовцами) во время Войны за независимость Литвы. Осенью 1919 года Скипитис был назначен официальным следователем в деле, основанном на сообщениях о том, что партизаны Повиласа Плехавичюса убивали мирных жителей в окрестностях Скуодаса и Седы. Согласно отчёту Стяпонаса Кайриса литовскому правительству, люди Плехавичюса убили около 50 мирных жителей в январе-апреле 1919 года. Скипитис не стал отрицать факт расправ, но пришёл к выводу, что Плехавичюс «служил литовским интересам». Скипитис был одним из составителей закона о выборах в Учредительный Сейм Литвы.
В то время было очень мало литовцев с юридическим образованием (позже, в своих воспоминаниях, Скипитис утверждал, что их было не более 20). Этот факт повлиял на то, что премьер-министр Литвы Казис Гринюс предложил ему возглавить Министерство внутренних дел 19 июня 1920 года. В то время в ведении министерства входили многие сферы государственного управления, включая гражданскую администрацию, местное самоуправление, общественную безопасность, охрану границ, поддержание и развитие инфраструктуры, социальные услуги, налоги, вопросы гражданства, здравоохранение. Все эти сферы должны были управляться и развиваться в трудные послевоенные годы.
На выборах 1923 года Скипитис был избран в Сейм второго созыва в качестве кандидата от Литовского народного союза крестьян. В 1925 году Сантара была реорганизована в Фермерскую партию, а Скипитис стал её председателем и редактором еженедельной газеты «Ūkininkų balsas» («Голос фермеров»). На выборах 1926 года он был избран как кандидат от неё в Сейм третьего созыва. Во время государственного переворота 1926 года Скипитис и Вацловас Сидзикаускас выступали посредниками между свергнутым правительством и новым режимом Антанаса Сметоны, заботясь о соблюдении конституционных формальностей. В новом правительстве Аугустинаса Вольдемараса Скипитису предложили пост министра внутренних дел, но он отказался. Сейм был распущен в 1927 году, а Фермерская партия была запрещена в 1928 году.

### Работа с литовской диаспорой

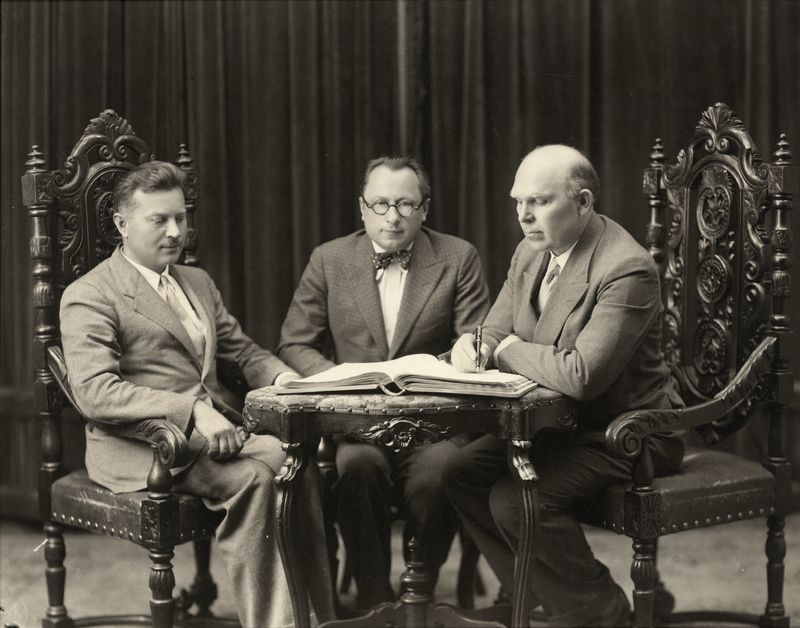
Скипитис (справа) с коллекционером Александрасом Рачкусом (слева), даровавшим Литве свою большую нумизматическую коллекцию во время первого Мирового конгресса литовцев в 1935 году.

С 1922 года Скипитис занимался частной адвокатской практикой. С апреля 1927 по июнь 1928 года он был председателем Союза стрелков Литвы. Он также активно участвовал в деятельности других организаций, таких как Общество поддержки студентов высших учебных заведений (лит. Aukštųjų mokyklų lietuviams moksleiviams šelpti draugija), которое он возглавлял в 1927—1928 годах, Союз ассоциаций литовских домовладельцев (лит. Lietuvos namų savininkų draugijų sąjunga) и Совет адвокатов, членом которого он был в 1932—1940 годах. В апреле 1933 года Скипитис организовал бойкот потреблению электричества в Каунасе, чтобы заставить местного производителя электроэнергии, монополию которого контролировала бельгийская корпорация, снизить цены с 1,35 литов за кВтч до 0,82 лита. В 1937—1940 годах он был редактором еженедельного журнала «Namų savininkas».
В феврале 1932 года Скипитис был одним из соучредителей Общества поддержки литовцев за рубежом (лит. Draugija užsienio lietuviams remti) и стал его председателем. К тому времени тысячи литовцев эмигрировали в США и Южную Америку преимущественно по экономическим причинам. Общество стремилось поощрять эмигрантов к сохранению своих литовских традиций и расширению экономических связей с Литвой, поддерживая школы, библиотеки и прессу на литовском языке. Общество также хотело создать организацию, объединившую бы всех литовцев мира, и Скипитис выдвинул идею созвать первый Литовский всемирный конгресс. С этой целью в начале 1935 года он посещал литовские общины в США и Южной Америке, пропагандируя идею конгресса, который состоялся 11-17 августа 1935 года в Каунасе. Он сопровождался различными спортивными соревнованиями, концертами, выставками и другими мероприятиями. По их итогам два литовских американских баскетболиста, Константинас «Конни» Савицкас и Юозас Кнашас, остались в Литве и тренировали сборную Литвы по баскетболу. Во время конгресса делегаты из восьми стран учредили Союз литовцев мира (лит. Pasaulio lietuvių sąjunga) под председательством Скипитиса, с целью развития культурных и экономических связей между Литвой и зарубежными общинами. Союз выпустил 63 номера журнала «Pasaulio lietuvis» с 1937 по 1940 год.

### После 1940 года
Деятельность Скипитиса была прервана советской оккупацией Литвы в июне 1940 года. Опасаясь ареста НКВД, он бежал в нацистскую Германию осенью 1940 года, оставив жену и двух дочерей в Литве, которые были отправлены в Сибирь во время Июньской депортации 1941 года. В Берлине он присоединился к Казису Шкирпе и стал в ноябре 1940 года одним из соучредителей Литовского фронта активистов (LAF). Скипитис был назначен председателем комиссии этой организации по литовцам за рубежом. В апреле 1941 года, когда разрабатывались планы Июньского восстания, Скипитису было зарезервировано место министра иностранных дел во Временном правительстве Литвы. Однако, когда Германия вторглась в СССР в июне 1941 года, Гестапо не позволило ему покинуть Берлин, и он так и не присоединился к восстанию в Литве. В июле 1941 года Скипитис, Эрнестас Галванаускас и Петрас Калвелис обратились к Шкирпе с просьбой закрыть Литовский фронт активистов в Берлине. Шкирпа ответил на это официальным исключением всех троих из рядов своей организации.
Скипитис продолжал участвовать в антисоветском сопротивлении. В 1942 году он ненадолго и тайно посетил Каунас, чтобы обсудить создание единой организации сопротивления (такая организация, Верховный комитет освобождения Литвы, сокращённо VLIK, была создана в ноябре 1943 года). В июле 1943 года он подал петицию в Имперское министерство оккупированных восточных территорий с просьбой освободить литовских интеллектуалов, которых заключили в концентрационный лагерь Штуттгоф в качестве возмездия за их неспособность набрать людей в литовский легион СС. В мае 1944 года, когда Гестапо арестовало большинство руководителей VLIK в Литве, было решено создать отделение VLIK в Берлине. Её членами были Миколас Крупавичюс, Скипитис и Вацловас Сидзикаускас.
В 1946 году Скипитис эмигрировал в США и обосновался в Чикаго. Там он продолжил активную общественную жизнь. Он работал в газете «Naujienos», возглавлял в 1949—1955 годах Общество литовских адвокатов (лит. Lietuvos teisininkų draugija), вновь стал членом VLIK и Союза стрелков Литвы, когда они перебрались в США в 1955 и 1956 годах соответственно. Скипитис писал статьи для литовской американской прессы и в «Литовской энциклопедии». Были опубликованы два тома его воспоминаний: «Построение независимой Литвы» (лит. Nepriklausomą Lietuvą statant, 1961) и «Независимая Литва» (лит. Nepriklausoma Lietuva, 1967).